# Džungarský chanát
Džungarský chanát (mongolsky Зүүнгарын хаант улс, Dzűngaryn chánt uls) byla poslední velká nomádská říše ve stepích Střední Asie. Jádro chanátu bylo území Džungarie; v dobách největšího rozmachu stát sahal od Velké čínské zdi na východě až po dnešní východní Kazachstán na západě. Chanát existoval od počátku 17. do poloviny 18. století.

## Historie

### Původ

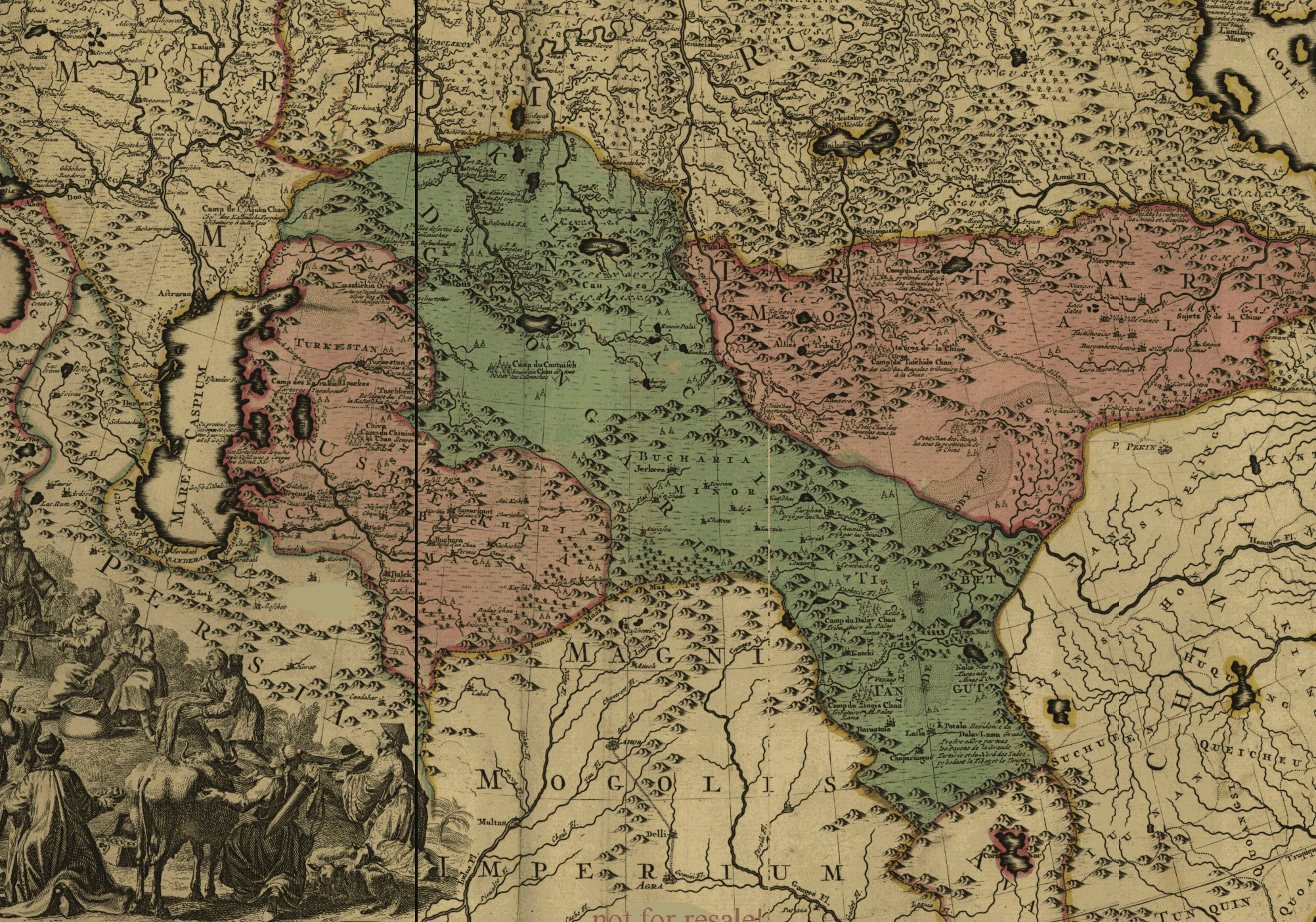
Výsek mapy Ruského impéria okolo roku 1720, Džúngarský chanát je podbarven zeleně

Po rozpadu mongolské říše připadla větší část střední Asie Čingischánovu druhému synovi Čagatajovi, který zde založil Čagatajský chanát. V polovině 14. století byl chanát připraven o svoje západní oblasti Tamerlánem a později se dostal do područí Tímúrovské říše. Mongolské obyvatelstvo se postupně turkizovalo. Na druhé straně po pádu mongolské dynastie v r. 1368 začal dlouhodobý střet mezi východními (chalšskými) a západními (ojratskými) Mongoly, který měl za následek postupné vytlačování Ojratů na západ. Ojratské kmeny (Chošúdi, Čorosové, Torguti a Dörvöti) sdružené v kmenový svaz Čtyři Ojraté přimkly k sobě i některé menší kmeny (např. Chojty) a postupně se stávaly dominantní silou oblasti mezi Balchašem a Bajkalem, kde kočovaly. Na začátku 17. století byli Ojraté vytlačeni až do dnešního východního Kazachstánu a jejich původní rodové struktury se začínaly rozpadat. V té době Torguti sídlili podél severních přítoků Irtyše, Išimu a Tobolu, a byli nejzápadnějším mongolským kmenem. Na druhé straně Chošúdi byli nejvýchodnějším ojratským kmenem, usídleným u jezera Zajsan a podél dolního toku Irtyše. Sousedili s Chalchy, kteří jim nedovolovali obchodovat v čínských pohraničních městech.

### Vznik
Mezi výše uvedenými dvěma kmeny byli uzavřeni Čorosové, Dörvöti a Chojtové, jejichž vůdci byli dlouhodobě náčelníci Čorosů. V roce 1600 převzal vládu jednoho z čoroských kmenů mladý náčelník Chutugajtu, známý pod přezdívkou Chara Chula. Jeho cílem bylo vymanit rozdrobené ojratské kmeny z tlaku chalšského chána Ubasi Chonga tajdže a obnovit vojenskou a politickou jednotu, jaká existovala za jeho předka Esena tajdžiho. V roce 1606 sjednotil Chara Chula Ojraty a položil základ džúngarskému národu.

### Formování chanátu
V r. 1608 porazili Ojrati Kazachy a zatlačili je poněkud na západ. Následujícího roku získal Chara Chula rozhodující vítězství nad Chalchy a donutil je, aby se stáhli z oblastí obývaných Orjaty v dnešním Chovdském ajmagu. Po těchto vítězstvích se jednota Ojratů rozložila a nastal návrat k situaci před sjednocením. Série vítězství podnítila Chara Chulu k převzetí kontroly nad solnými doly poblíž ruské stanice Tara a požadavku na placení daně za sůl ze strany sibiřských Kozáků a sibiřských kočovníků. Spor o sůl způsobil srážky, které trvaly následujících 20 let. Do vzestupu Džúngarského chanátu zasáhla krutá zima v r. 1614, při níž pohynul kočovníkům dobytek. Ubasi Chong tajdž situace využil a v r. 1615 Ojraty rozhodným způsobem porazil. V důsledku toho se mu někteří ojratští náčelníci podrobili a ostatní museli ustoupit na západ. Většina dörvötských kmenů migrovala až k Torgutům a v r. 1618 dále do povodí Volhy. Zde se usídlili, přijali jméno Kalmykové a založili Kalmycký chanát.
Chalchové pokračovali ve svém postupu a uštědřovali Chara Chulovi jednu porážku za druhou. To trvalo, dokud Ojrati nezahájili protiútoky, při jednom z nichž zabili r. 1623 Ubasi Chonga tajdže. Tato událost se stala bodem obratu a v jejím důsledku získal Chara Chula do své smrti v r. 1634 zpět ztracená území.

### Vzestup chanátu
Chara Chulovým nástupcem se stal jeho syn Erdeni Bátúr, který je považován za zakladatele Džúngarského chanátu. Během své vlády využíval ve větší míře diplomacii a pokračoval v odkazu svého otce s cílem sjednotit Ojraty. Na počátku své vlády využil odchodu svobodomyslných Ojratů do Ruska k většímu stmelení těch, kteří zůstali a vyhlásil Džúngarský chanát (1635). Ovšem všeobecná nesoudržnost Ojratů se projevila odchodem převážné části Chošúdů na tibetskou planinu, kde vytvořili Chošúdský chanát (1636). Svoji vojenskou aktivitu Erdeni Bátúr nasměroval proti Kazachům, proti nimž vedl několik většinou úspěšných výprav. Na druhé straně ukončil konflikt s Ruskem tím, že mu zpřístupnil solné doly, a využil jeho stanic k rozvoji obchodu. Ve vnitřní politice usiloval o vytvoření jednotného národa a vybudovali hlavní město Kubak Sari severně od jezera Zajsan. Všestranně podporoval obyvatelstvo k přijetí buddhismu, po celém území budoval kláštery a s jeho podporou se buddhistický misionář Zaja Pandita stal učitelem Ojratů a později (1648) sestavil nové písmo todo bičig (jasné písmo). V hospodářství Erdeni Bátúr podporoval usazování v trvalých sídlech za účelem zavádění zemědělství a drobného průmyslu, což se týkalo především železářství v hlavním městě, aby se armáda mohla moderněji vyzbrojit. Chtěl vybudovat říši, která by odolala mocným sousedům, proto přikládal mimořádný význam sjednocení Mongolů. V r. 1640 svolal sjezd všech mongolských vládců s výjimkou jihomongolských kmenů, které nedávno ztratily svoji nezávislost ve prospěch Číny. Chtěl dosáhnout všemongolské koalice proti potenciálním nepřátelům, především Kazachům a nově se vzmáhajícím Mandžuům. Tohoto cíle nebylo dosaženo. Na druhé straně byl schválen zákoník, podle něhož se posuzovaly pře vyplývající z běžných činností všech Mongolů. Tento soubor zákonů se nazýval Zákoník čtyřiceti čtyř a je znám jako chalšsko-ojratský zákon.
Ve své závěti jmenoval Erdeni Bátúr svým následníkem svého třetího syna Senggeho, protože ho považoval za nejschopnějšího. Po nástupu na trůn v r. 1654 Sengge získal větší jižní část Džungarie a jeho sedm bratrů bylo poděleno menšími úděly na severu. Starší bratři neuznali otcovu závěť a bojovali proti svému nevlastnímu bratrovi prakticky po celou dobu jeho vlády. To mělo neblahý vliv na obchod s Ruskem a zchudnutí severních kmenů, které obnovily svoje loupežné nájezdy na ruské území. Následné srážky s Kozáky měly za následek, že se některé ojratské kmeny staly ruskými vazaly. Oslabení chanátu využili Kazachové a během války v l. 1654 až 1657 získali území východně od Balchaše. Přitom zajali jednoho ze Senggeho starších bratrů a drželi ho v zajetí po tři roky. To chánovi umožnilo stabilizovat situaci a v r. 1658 Džúngaři porazili bucharská vojska na řece Talas. Přes pokračující vnitřní rozbroje Sengge v r. 1667 rozhodně porazil třetího chalšského chána v bitvě u Jeniseje. Následujícího roku si podrobil Kašgarii v západním cípu pouště Taklamakan. Vzhledem k vnitropolitické situaci nemohl Sengge navázat na politiku svého otce a děda a koncem jeho vlády se tyto rozpory znovu přiostřily a Sengge byl v r. 1670 zavražděn svými staršími bratry.

### Bošogtu chán
Po Sengeho smrti se z Tibetu okamžitě navrátil jeho vlastní mladší bratr Galdan, který tam žil jako buddhistický kněz od svých čtrnácti let. Za pomoci chošúdského chána Očirtu, jehož vnučku měl za manželku, porazil své starší nevlastní bratry a vypudil je z Džungarie. Na konci roku 1671 potlačil vzpouru Sengeho synů Sonoma Rabtana a Cevana Rabtana. Poté mu dalajláma udělil titul chána. Rostoucí Galdanova moc a popularita vzbudila obavy chošúdského chána, který se přiklonil na stranu svého strýce a spolu s ním odmítli uznat Galdanův nový titul. Galdan je oba v r. 1677 porazil a sjednotil tak všechny Ojraty v Džungarii a západním Mongolsku, stal se jejich hegemonem a od dalajlámy získal titul Bošogtu chán.

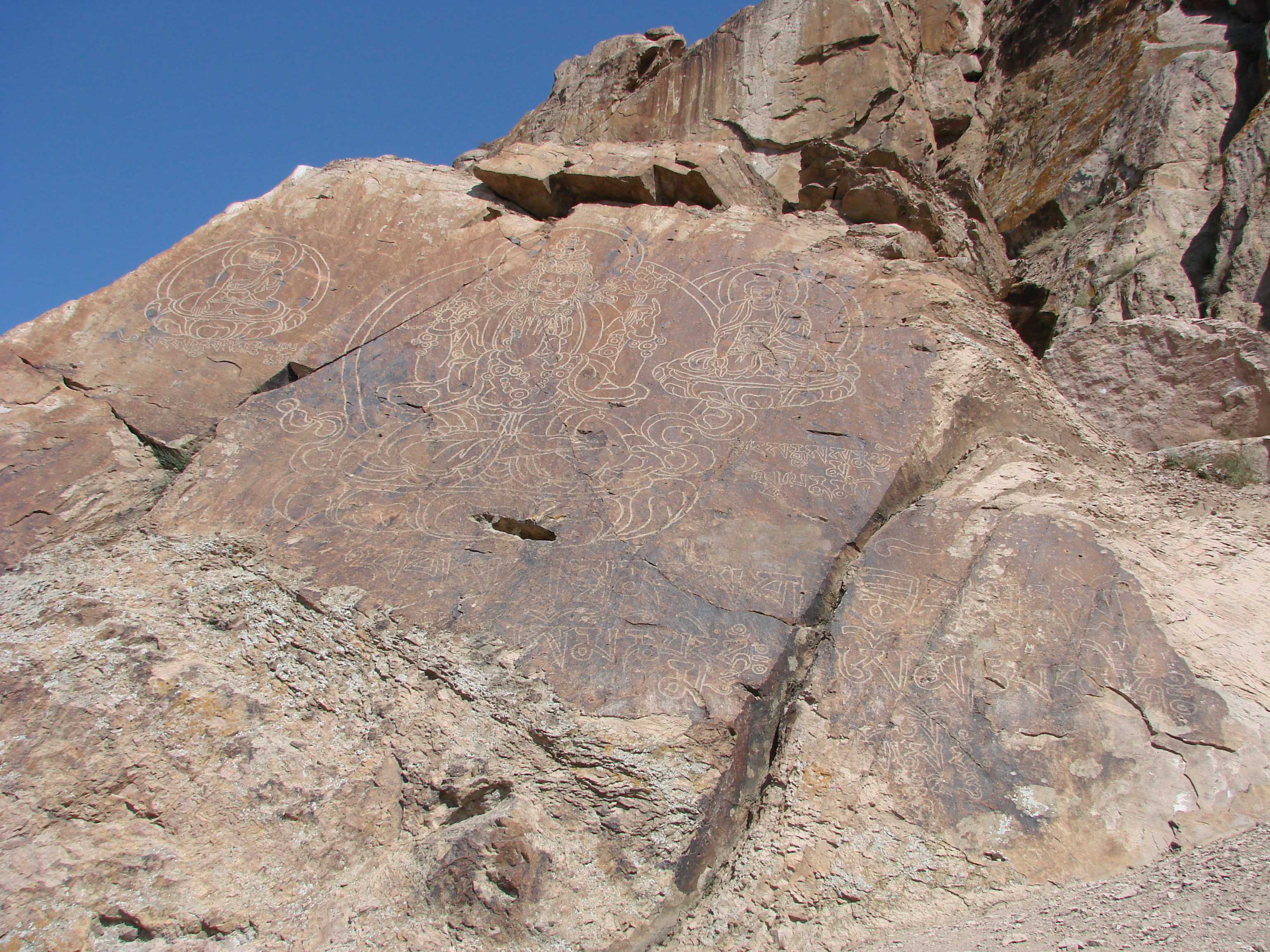
Znázornění Buddhy a tibetské mantry na skále poblíž Almaty

V té době byl Čagatajský chanát, předtím ovládající Tarimskou pánev a dnešní západní Kazachstán, zmítán vnitřními nepokoji. Jednak se rozpadal na drobnější podchanáty, jednak v něm vládl svár mezi dvěma křídly hodžů, což byli náboženští učitelé. Galdan těchto rozbrojů využil a nejdříve obsadil východní část Čagatajského chanátu v Tarimské pánvi (1677) a potom (1680) jeho západní část (Mogulistán). Přitom dobyl Taškent a vyplenil Ferganské údolí, ale jeho další výboje byly úspěšné až v r. 1685, kdy pod velením generála Rabtana vytlačil Kazachy ještě dále na západ.
Nárůst moci chanátu měl za následek větší vliv mezi mongolskými kmeny, které spojoval pouze chalšsko-ojratský zákoník. Galdan tento vliv uplatňoval a prosazoval s cílem sjednotit Mongoly v jediné říši. Na druhé straně se Čína cítila ohrožena nejen možným spojením Mongolů, ale i jejich přímým spojením s Tibetem prostřednictvím buddhismu, a střet těchto protichůdných politik měl za následek dlouhotrvající konflikt. Pravidelné hraniční půtky mezi Chalchy a Ojraty přerostly ve válku poté, co některé kmeny nalezly v Džungarii ochranu před chalšskými chány a v následné válce padl Galdanův mladší bratr. Před odvetou si chán zabezpečil týl tím, že uzavřel dohody s Ruskem a svoje tažení s ním následně koordinoval. S čínskou vládou vedl diplomatickou korespondenci, ve které formuloval svoje požadavky, především žádost o povolení přímého obchodu s Čínou, který byl doposud v chalšských rukách. V dopisech se stavěl do role ochránce buddhismu, což Peking ještě více znepokojilo.

### První ojratsko-mandžuská válka
V r. 1688 porazil Džúngarský chanát Chalchy nejprve v bitvě u kláštera Erdene Zuu a 1. srpna u jezera Olochor, a tím je učinili svými vazaly. Čínská vláda sledovala s obavami expanzi Džúngarů a rozhodla se jejímu pokračování zabránit silou. Přesto pokračovala intenzivní diplomatická jednání, ve kterých Číňané usilovali o prohlášení, že Džúngarsko spadá pod ochranu Čínské říše, zatímco Džúngaři trvali na povolení přímého obchodu. Přes vnitřní nepokoje způsobené odbojným generálem Rabtanem, pokračoval Galdan ve své osvědčené strategii a hledal spojence proti Číně. Ovšem Číňané ho předešli a v r. 1689 uzavřeli s Ruskem Něrčinskou smlouvu, která přibližně vymezovala čínsko-ruskou hranici až do poloviny 19. století.
V r. 1690 napadl Galdan dosud nepodrobené Chalchy a pronásledoval je až za linii čínských pohraničních stanovišť, přitom Chalchové požádali o pomoc Čínu. V bitvě u jezera Ologoj 21. června porazilo 20 000 Džúngarů spojené chalšsko-čínské vojsko, které mělo zhruba stejnou sílu, a poté pokračovalo na jihovýchod. Do čela čínské armády se postavil sám císař Kchang-si, který byl kromobyčejně rázný, a dne 14. srpna uštědřil se svým vojskem o síle 100 000 mužů Džúngarům porážku asi 350 km severně od Pekingu. Zničit džúngarské vojsko se mu ovšem nepodařilo. V důsledku neustálého ohrožení ze strany Džúngarů se chalšští chánové 1. května 1691 na sjezdu v Dolonnoru usnesli, že se stávají poddanými čínského císaře za stejných podmínek, jako již měly kmeny jižních Mongolů. Tím dali základ vzniku Vnějšího Mongolska.
Na porážku reagoval Galdan zvýšenou diplomatickou činností. Především se snažil získat na svoji stranu někoho z chalšských vládců. Mimo to vyslal posly do Ruska – Irkutsku, Něrčinska, Tobolska a Moskvy. To vše bezvýsledně. Na druhé straně císař oznámil dalajlámovi dopisem výsledky dolonnorského sjezdu a požádal ho, aby se vrátili Mongolové, kteří během uplynulých válek uprchli do Tibetu. Dále vyzval Galdana, aby přijal čínské poddanství. V průběhu roku 1692 přešli někteří džúngarští náčelníci k císaři. Následující roky hrozil Galdan, že potáhne do Tibetu, což představovalo pro Čínu nebezpečné spojení buddhistů. Proto strategicky přesouvali svoje vojska, aby tomu zabránili. Galdan neovládal kromě svého vojska na východě Džungarie již téměř nic. Vnitrozemí bylo v moci generála Rabtana, který zde vystupoval jako suverén a snažil se nevyvolávat s Galdanem konflikty. V r. 1696 se důmyslnými manévry Číňanům podařilo Galdana donutit k bitvě, která se odehrála 5. června u řeky Túl gol, a v ní Džúngary rozdrtili. Galdanovi se podařilo uprchnout, ale zůstal bez jurt a neměl téměř žádný dobytek. Koncem roku dal císař vykoupit všechny zajaté Ojraty a se slibem je propustit vyzval Galdana, aby se mu poddal. To se nestalo a v květnu 1697 Bošogtu chán zemřel.

### Druhá ojratsko-mandžuská válka
Cevan Rabtan byl faktickým vládcem Džungarie od r. 1689. Svůj hlavní stan přenesl k řece Ili a stanul před problémy, které vznikly během sedmnáctileté války. Především to byla ztráta 50 000 lidí a dále územní ztráty oblasti Chovd a Chami. V roce 1698 se císaři poddala oblast u jezera Kukunor. Následující roky byly pro Džúngary příznivé, přešlo k nim 10 000 Chalchů, kteří se nesmířili s čínskou nadvládou, a od Volhy se vrátilo asi 60 000 Kalmyků. Také tažení proti Kazachům dopadlo úspěšně.. V r. 1712 nastala neúroda a v důsledku ní začal Cevan Rabtan plánovat výboje. Do svého vojska pozval Kalmyky, ale ti účast odmítli.
Druhá ojratsko-mandžuská válka začala tím, že r. 1715 obsadili Džúngaři oblast Chami, která byla důležitým strategickým bodem pro obchod s Tibetem. Ten byl od r. 1705 pod nadvládou Chošúdského chanátu, který zde intervenoval na popud svého čínského spojence proti 6. dalajlámovi. Šlo mimo jiné i o náboženskou válku, ve které stáli Džúngaři na straně hnutí Gelugpa a na žádost jejích představitelů v r. 1716 v síle 6 000 mužů vtáhli do Tibetu. U Lhasy porazili chošúdského chána Lha-bzanga a zabili ho. Ale 7. dalajlámu dosazeného s čínskou podporou a chráněného čínskou posádkou v Kumbumu se jim nepodařilo zajmout. Džúngaři rychle ztratili sympatie Tibeťanů, protože vyplenili Lhasu a utlačovali zastánce školy Ňingmapa. Čínský císař vyslal v r. 1718 proti Džúngarům výpravu, ale ta byla poražena v Nagču. V r. 1720 vypravili Číňané do Tibetu armádu, která postupovala ze dvou směrů (od Kukunoru a S’-čchuanu), dobyli Lhasu a Džúngary z Tibetu vytlačili. V Tibetu zanechali jen posádky zabezpečující cestu do provincie S’-čchuan a ještě téhož roku dobyli od Džúngarů zpět Chami a Turfan. Následující mírové rozhovory byly zablokovány požadavkem Cevana Rabtana, aby Číňané opustili Chami, Turfan a Chalchu.
V r. 1722 zemřel císař Kchang-si a čínský tlak na Džúngary ustal. Ti tohoto období využili k intenzivním jednáním s Ruskem, jemuž ustoupili při určování hranice podél toku Obu. Rusové si tento ústupek vysvětlili jako zájem Džúngarů uzavřít s nimi smlouvu o poddanství, podobnou té, kterou již měli povolžští Kalmykové. Cevan Rabtan vypravil dvakrát po sobě vyslance k caru Petru Velikému, ale tehdy měli Džúngaři za to, že válka skončila, a jednání přinesla pouze potvrzení stávajících vztahů.
Souběžně s tím probíhala na západě od r. 1705 sedmá válka s Kazachy, kteří měli v její první fázi převahu. Klidu na východní hranici využili Džúngaři k ofenzívě a ve druhé fázi války Kazachy porazili a v r. 1723 znovu dobyli Taškent, podrobili si Chodžent a Samarkand a následujícího roku vyvrátili hlavní město Kazachů Turkestán. V r. 1727 Cevan Rabtan zemřel a po bratrovražedných bojích stanul v čele Džúngarů nový vládce Galdan Ceren. Těchto nesvárů využili Kazaši a v r. 1728 porazili Džúngary u jezera Šubartengiz a následujícího roku u osady Anyrakaj. Tím získali zpět celé Sedmiříčí (Žetys).
V roce 1729 rozhodl císař Jung-čeng, že válka s Džúnagary bude obnovena a k tomu hledal spojence v carském Rusku. Několik čínských výprav vypravených v letech 1730 až 32 bylo Džúngary poraženo. Poté vyrazili Džúngaři na východ a po cestě uštědřili Číňanům další dvě porážky. Ovšem v rozhodující bitvě na řece Orchon u kláštera Erdene Zuu byli Číňany na hlavu poraženi a museli se z Chalchy stáhnout. Porážka ukázala, že ani jedna ze stran nemá dostatečnou sílu k úplnému vítězství a v r. 1734 byla zahájena jednání o míru. Džúngaři chtěli znovu získat území východně od Altaje, s čímž nemohli Číňané pro odpor Chalchů souhlasit, a proto se vyjednávání táhlo. Džúngaři si potřebovali uvolnit ruce na západě, kde probíhala třetí fáze sedmé kazašské války, která se vyznačovala oboustrannými výpady do hloubky nepřátelského území. K uzavření míru došlo až za nového císaře Čchien-lunga, když Džúngaři ze svých požadavků slevili, protože vítězstvím na Kazachy prakticky obnovili svoje panství ve Střední Asii, a hranice byla stanovena po hřebeni Altaje.

### Úpadek

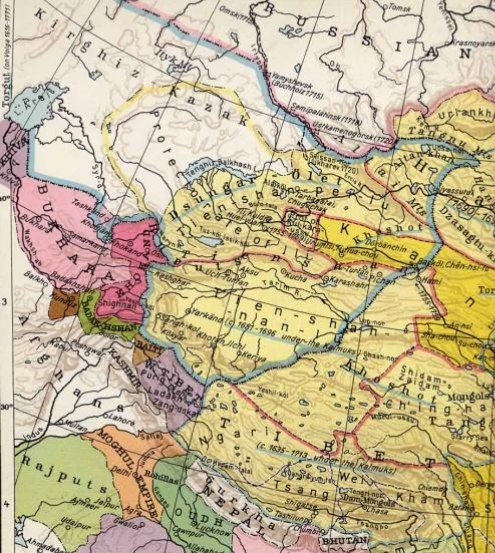
Džúngarský chanát kolem r. 1750

Po uzavření míru vpadli Džúngaři znovu do Střední Asie s cílem si definitivně podmanit Kazachy. Tato osmá kazašská válka trvala do r. 1743 a skončila podrobením Kazachů, ovšem na jejím konci se Džúngaři zapletli do války s kókandským begem a tato válka trvala až do roku 1755. Mezitím v r. 1745 zemřel Galdan Ceren a podle jeho vůle se stal následníkem jeho prostřední syn Cevang Dordžá Namdžil, kterému bylo 13 let a kterému se říkalo Adža Namdžil chán. Středoasijská válka pokračovala sice úspěšně, ale džúngarská šlechta chtěla využít mládí nového chána k získání většího podílu na moci. Starší chánův bratr Lama Dordžá byl posílán s vojenskými výpravami, aby neovlivňoval politický vývoj u dvora. V té době se džúngarské území pomalu stávalo zájmovým územím Ruska a v r. 1749 vyhlásilo 20 středoasijských begů svoje poddanství Rusku. Také pod čínskou ochranu se uchýlilo několik Džúngarských šlechticů.
V květnu 1750 byl na základě spiknutí Cevang Dordžá Namdžil svrhnut a zavražděn. Novým chánem se prohlásil Lama Dordžá, který přijal jméno Erdeni Lama Batur, ale džúngarská šlechta ho nechtěla uznat, protože byl levobočkem. Vzniklo proti němu spiknutí, které bylo prozrazeno, a jeho účastníci byli surově potrestáni. Objevil se další pretendent na trůn Daváči, jehož původ ho k tomu opravňoval, a spojil se s významným šlechticem Amursanou, jehož panství leželo v pohoří Tarbagataj. Když je Lama Dordžá v r. 1751 porazil, uprchli ke Kazachům. S jejich podporou se do roka vrátili a Lamu Dordžá v r. 1753 zabili. Daváči se stal novým chánem, aniž by získal významnější podporu džúngarské šlechty.

### Třetí ojratsko-mandžuská válka
Čína pozorně sledovala vývoj v Džungarii a začala pečlivě připravovat další válku. Těsně u hranic dala vybudovat pevnost, kde shromažďovala výzbroj a soustřeďovala vojska chalšských knížat. V roce 1753 začala do oblasti přesouvat dělostřelectvo a týlové zásoby. V té době již vyhledalo v Číně útočiště na 3000 džúngarských rodin v čele se dvěma vnuky Galdana Cerena.
Spojenectví Daváčiho s Amursanou netrvalo dlouho a Amursana uprchl k Číňanům poté, co ho Daváči porazil. Na jaře 1755 vtrhla čínská vojska do Džungarie ze dvou směrů. Každý voják jel na koni a byl vyzbrojen puškou, kopím, lukem se 40 šípy a šavlí. Každému z obou oddílů, v jejichž předvoji postupovali Ojraté vedení svými šlechtici, kteří přešli na čínskou stranu, velel mandžuský generál. Jejich cílem bylo údolí řeky Borotala, kde se také koncem dubna spojily. Odhady síly čínského vojska kolísají od 90 do 200 tisíc vojáků. Daváči se zmohl pouze na vyslání poselstva do Pekingu, a když 14. května k jeho jednotkám u řeky Tekes dorazil pod velením Amursany předvoj čínské armády, která postupovala údolím řeky Ili, uprchl před ním a ponechal tam svoji ženu a děti. Nicméně záhy byl chycen a předán vítězům. Stejně tak se džúngarská šlechta vydávala vítězům na milost a Džúngarský chanát se rozpadl.

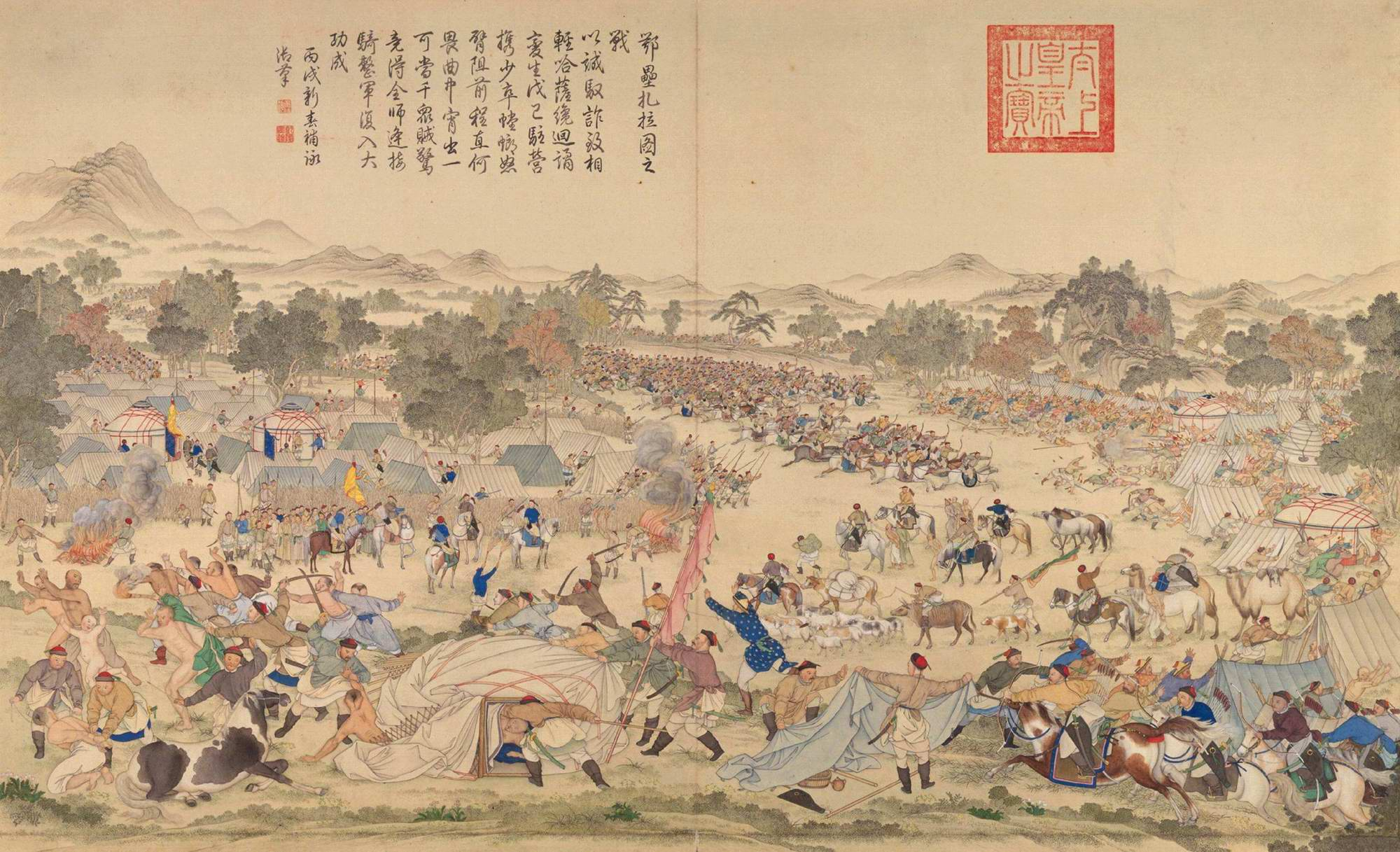
Bitva u Oroj Džalatu mezi Čínou a Džúngary v r. 1756

Amursana počítal, že se s čínskou pomocí stane džúngarským chánem, a nyní se cítil podveden. V září 1755 velel malému ojratskému oddílu na západní hranici Chalchy a po dohodě s některými chalšskými vojevůdci napadl čínská pohraniční vojska a probil se do Džungarie. Útěk Amursany vyvolal v Pekingu poprask a rychle začali demobilizované vojáky povolávat zpět do armády. Amursana využil nastávající zimy k reorganizaci sil. Vyzval ojratská knížata, aby vyhnala okupanty a obnovila nezávislý Džúngarský chanát. Ovšem podporu získal pouze částečnou, jednak proto, že se ho část šlechty věrná Daváčimu bála, jednak že jí připadal málo urozený. Jeho příznivci ho prohlásili chánem, ovšem i mezi nimi nastaly záhy rozbroje. Amursana se vrátil k řece Ili, kde začal sbírat novou armádu, ale když zjistil, že se blíží silná čínská armáda, uprchl v létě 1756 ke Kazachům.
Čínská vojska, která neměla před sebou nepřítele, zahájila vyhlazování ojratského obyvatelstva. To před nimi zoufale prchalo, ale Číňané je pronásledovali, a to i na území Ruska. Také při hledání Amursany napadli kazašské kočovníky, kteří se pak obrátili s žádostí o ochranu k Rusku. Amursana se vrátil do Džungarie a zimu přežil na svém panství v pohoří Tarbagataj. V té době vypuklo protimandžuské povstání chalšských vůdců, které bylo zapříčiněno vojenskou porobou a předchozí krutou zimou. Amursana mezitím sbíral nové vojsko a na jaře 1757 vyrazil na východ, aby se k chalšskému povstání přidal. Když se dozvěděl, že bylo poraženo, napadl čínskou posádku v Barkulu a zničil ji. Poté se vrátil do pohoří Tarbagataj. V té době disponoval asi 10 000 bojovníky, ale nebyl s to vzdorovat čínské přesile. 28. června se objevil v Semipalatinsku a žádal o azyl. Byl převezen do Jamyševa a potom do Tobolsku, kde 21. září 1757 zemřel na neštovice. Nepokoje v Džungarii trvaly až do roku 1759, kdy se Číňanům podařilo zlikvidovat poslední odbojné ojratské kmeny.
Po válce nastal rozsáhlý rozvrat spojený s nemocemi a vyhlazováním Džúngarů. Odhaduje se, že z 600 tisíc jich 20 % uprchlo do Ruska a Kazachstánu, 40 % podlehlo epidemii neštovic a 30 % bylo vyhlazeno čínskou armádou. Zbytek Džúngarů vysídlil čínský císař do vnitrozemí a do vylidněných oblastí pozval obyvatele jiných provincií, ale i Kalmyky, jejichž část (asi 70 000) se v roce 1771 navrátila z Ruska.

## Vládci
| Jméno                 | život      | tituly                    | období vlády |  |
| Chara Chula           | 1580?–1634 | Chong tajdž               | 1600–1634    |  |
| Erdeni Bátur          | 1600?–1653 | Chong tajdž               | 1634–1653    |  |
| Sengge                | 1630?–1677 | Chong tajdž               | 1654–1670    |  |
| Galdan                | 1645–1697  | Chong tajdž, Bošogtu chán | 1671–1697    |  |
| Cevan Rabdan          | 1663–1727  | Chong tajdž               | 1697–1727    |  |
| Galdan Ceren          | 1693?–1745 | Chán                      | 1727–1745    |  |
| Cevang Dordžá Namdžil | 1733–1750  | Chong tajdž               | 1745–1750    |  |
| Lama Dordžá           | 1726–1753  | Chong tajdž               | 1750–1753    |  |
| Daváči                | 1732–1759  | Chong tajdž               | 1753–1755    |  |
| Amursana              | 1722–1757  | Chong tajdž               | 1755–1757    |  |